# Ugly (Jon Bon Jovi)
Ugly is een nummer van Bon Jovi-zanger Jon Bon Jovi uit 1998. Het is de vierde single van zijn tweede soloalbum Destination Anywhere.
Het nummer werd enkel in het Duitse taalgebied een klein hitje. In de Verenigde Staten en het Nederlandse taalgebied wist het nummer geen hitlijsten te behalen.